# Mike Moore (cestista)
Michael Jarade Moore, detto Mike (Magnolia, 30 maggio 1994), è un cestista statunitense naturalizzato svedese.